# Озера Аргентини
На території Аргентини основна частина великих озер розташована на півдні країни — в «озерному краї» — Патагонії. У передгір'ях Анд і Патагонії налічується понад 400 озер. Найбільші водойми — Мар-Чикіта, Буенос-Айрес, Архентіно, Сан-Мартін і В'єдма. Крім того, Мар-Чикіта (у перекладі з іспанської — маленьке море) є п'ятим за величиною степовим озером у світі. Велика частина патагонських озер має льодовикове походження. Озера в північній частині Аргентини переважно солоні.

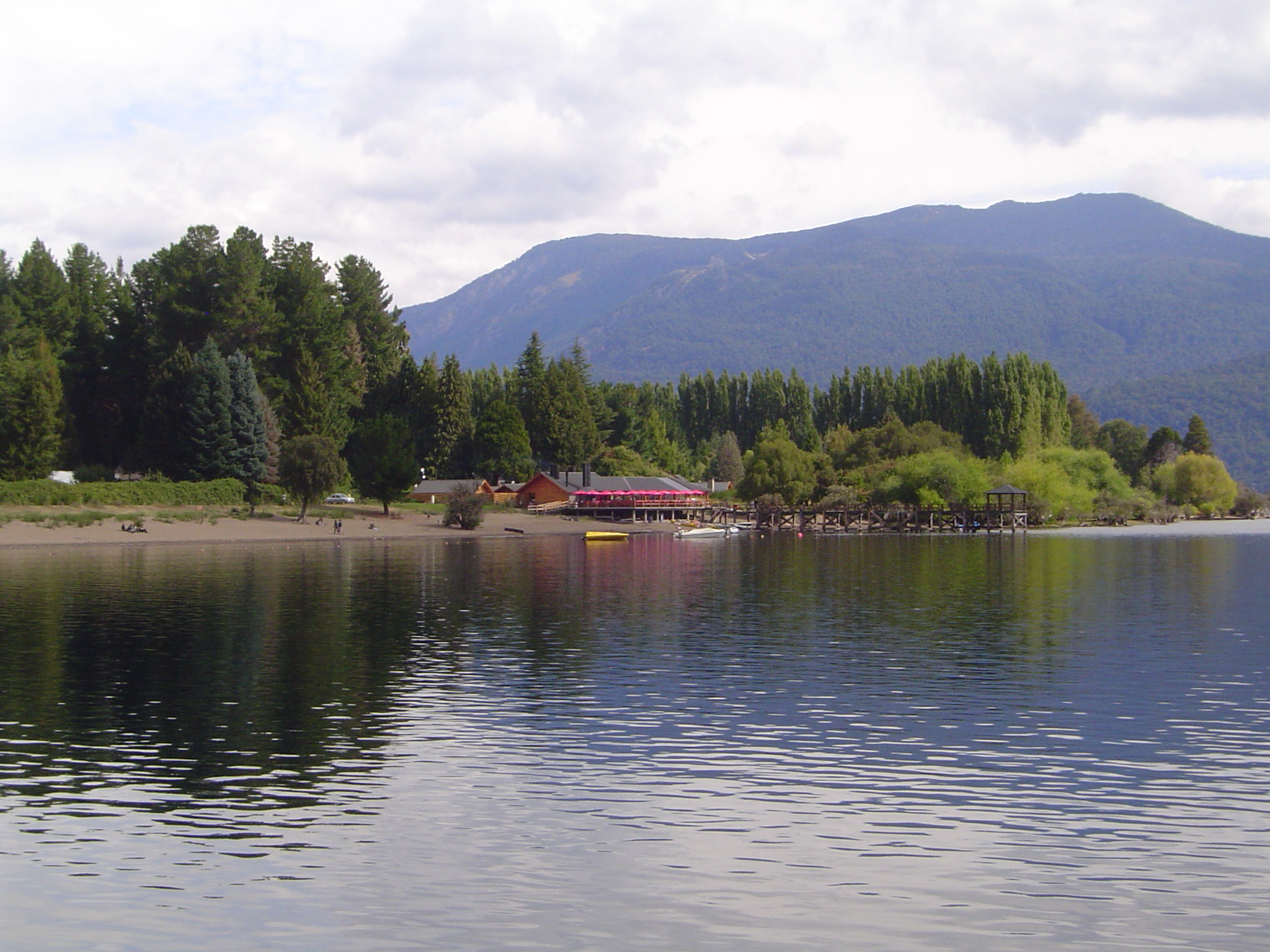
Пірс на березі озера Лакар

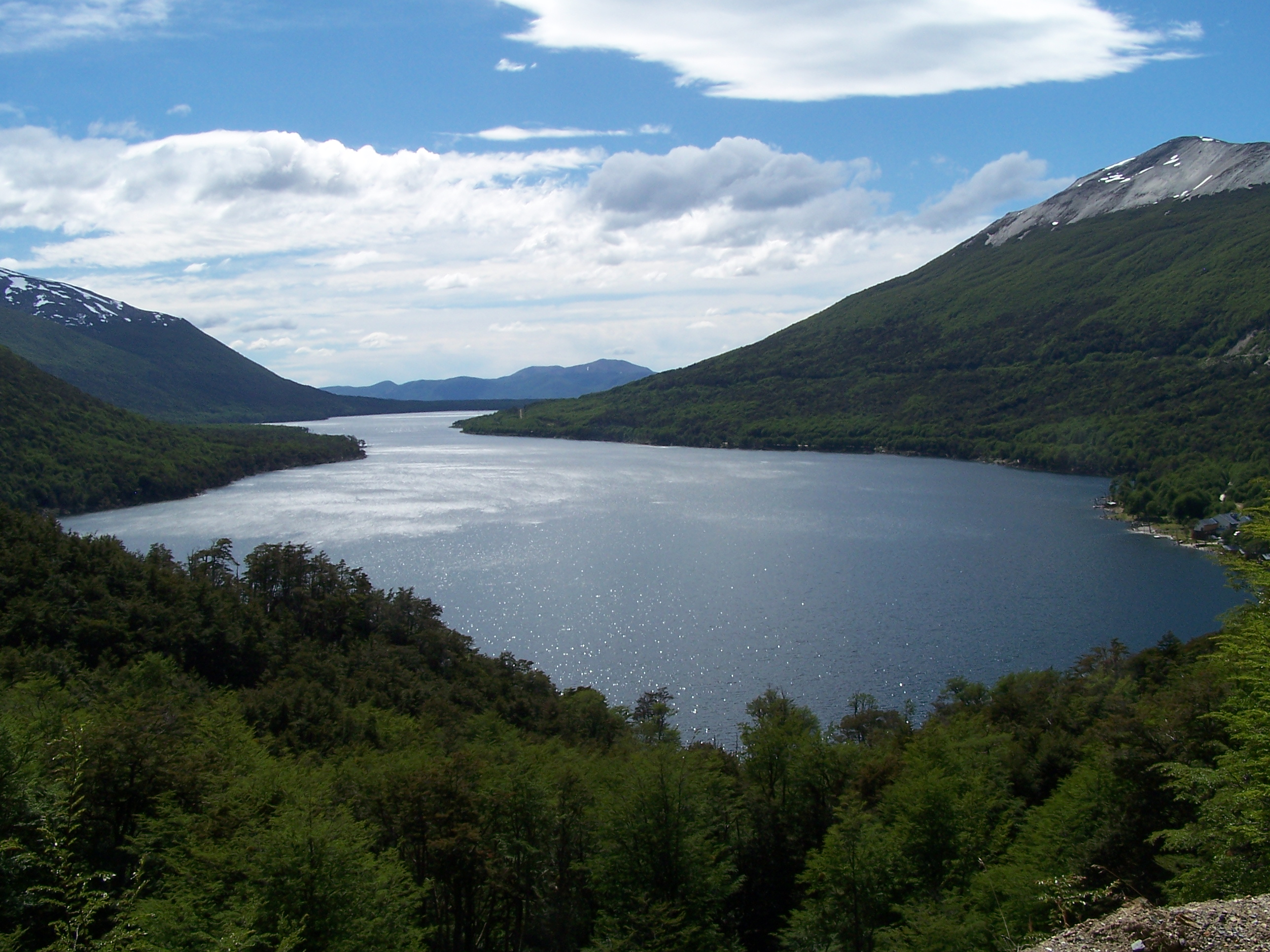
Озеро Ескондідо

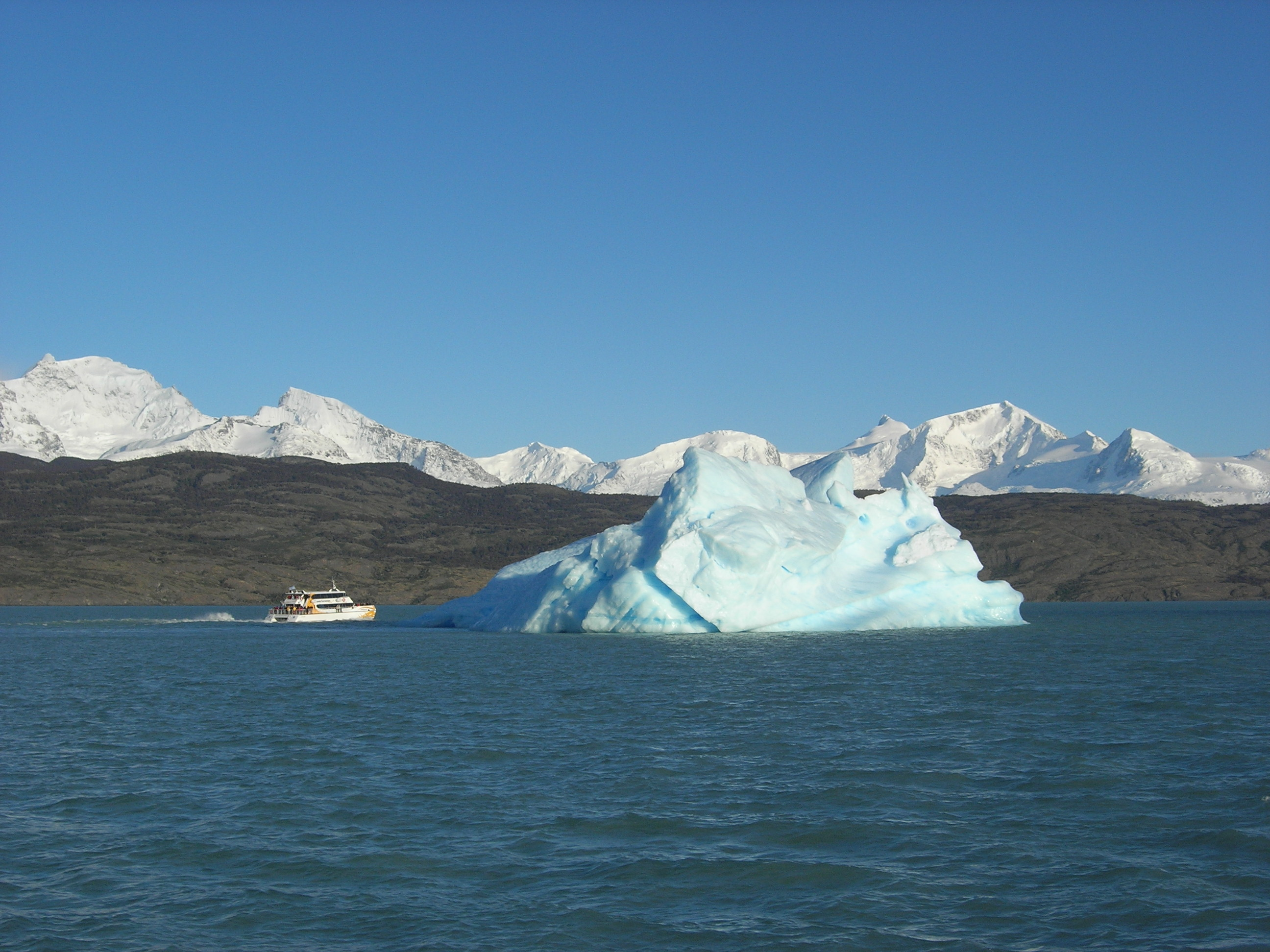
Айсберг озера Архентіно

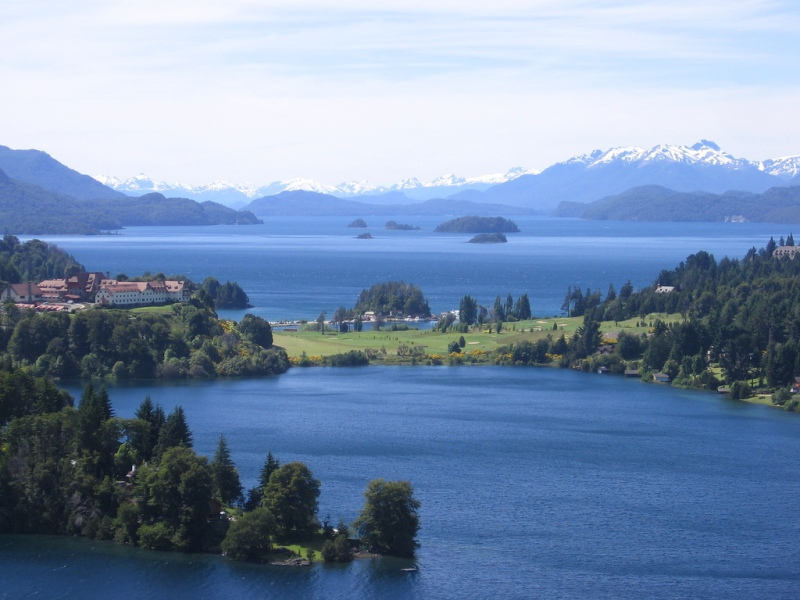
Озеро Науель-Уапі. Барілоче. Ліворуч видно готель «Льяо-Льяо»

Список найбільших озер Аргентини:
| Назва           | Оригінальна назва | Провінція                                                | Площа (км2)      | глибина (м) |
| --------------- | ----------------- | -------------------------------------------------------- | ---------------- | ----------- |
| Алуміне         | Aluminé           | Неукен                                                   | 57               | 165         |
| Архентіно       | Argentino         | Санта-Крус                                               | 1466             | 500         |
| Буенос-Айрес    | Buenos Aires      | Санта-Крус                                               | 1850             | 590         |
| В'єдма          | Viedma            | Санта-Крус                                               | 1088             | н/д         |
| Еспехо          | Espejo            | Неукен                                                   | н/д              | н/д         |
| Кардьєль        | Cardiel           | Санта-Крус                                               | 370              | 76          |
| Колує-Уапі      | Colhué Huapi      | Чубут                                                    | 810              | 5,5         |
| Лакар           | Lácar             | Неукен                                                   | 55               | 277         |
| Льянканело      | Llancanelo        | Мендоса                                                  | 650              | н/д         |
| Мар-Чикіта      | Mar Chiquita      | Кордова                                                  | від 1960 до 5770 | 19          |
| Мелінкуе        | Melincué          | Санта-Фе                                                 | 120              | н/д         |
| Мустерс         | Musters           | Чубут                                                    | 414              | н/д         |
| Науель-Уапі     | Nahuel Huapi      | Неукен/Ріо-Негро                                         | 530              | 438         |
| Пуейредон       | Pueyrredón        | Санта-Крус                                               | 325              | н/д         |
| Сан-Мартін      | San Martín        | Санта-Крус                                               | 1058             | 836         |
| Уечулафкен      | Huechulafquen     | Неукен                                                   | 104              | 255         |
| Фаньяно         | Fagnano           | Вогняна Земля, Антарктида та острови Південної Атлантики | 500              | н/д         |
| Хенераль-Вінтер | General Vintter   | Чубут                                                    | 135              | н/д         |